# Nieuwrode
Nieuwrode est une section de la commune belge de Holsbeek située en Région flamande dans la province du Brabant flamand. C'était une commune à part entière avant la fusion des communes de 1977.

## Évolution démographique
- Sources : INS, Rem. : 1831 jusqu'en 1970 = recensements, 1976 = nombre d'habitants au 31 décembre.

## Histoire de la paroisse de Nieuwrode
On trouve aussi les formes Nurode et Rhodium novum.
En 1235, un ecclésiastique du nom de Godefroid céda l'église Saint-Laurent de Nieuwrode aux religieuses norbertines du monastère de l'Île-Duc à Gempe. En 1239, le duc Henri II transmit tous ses droits à ce monastère. En 1254, le pape Innocent IV confirma le droit de patronage de cette paroisse aux mêmes religieuses. En 1487, après les nouvelles dispositions relatives au pouvoir de l'abbaye de Parc sur le prieuré de Gempe, la collation de la cure revint à l'abbaye.
En 1578, le curé se trouva dans l'impossibilité de rester dans sa paroisse à cause des troubles avec les Gueux. En 1585, le presbytère avec ses annexes fut loué. Des prêtres d'Aerschot, Louvain, Tirlemont et Diest, venaient y célébrer le service religieux quand c'était nécessaire. L'abbaye de Parc, qui occupait toujours, officiellement, cette paroisse, rebatît, au début du XVIIIe siècle la maison pastorale tombée en ruines. Mais, en définitive, il y a eu plusieurs curés séculiers comme desservants dans cette paroisse.